# Heterostemma samoense
Heterostemma samoense là một loài thực vật có hoa trong họ La bố ma. Loài này được (A. Gray) P. Forster mô tả khoa học đầu tiên năm 1992.